# فمبوئنا
فمبوئنا (به اسپانیایی: Fombuena) یک دهستان در اسپانیا است که در استان ساراگوسا واقع شده‌است. فمبوئنا ۲۶ کیلومتر مربع مساحت و ۱۴ نفر جمعیت دارد.